# 아모토사우루스

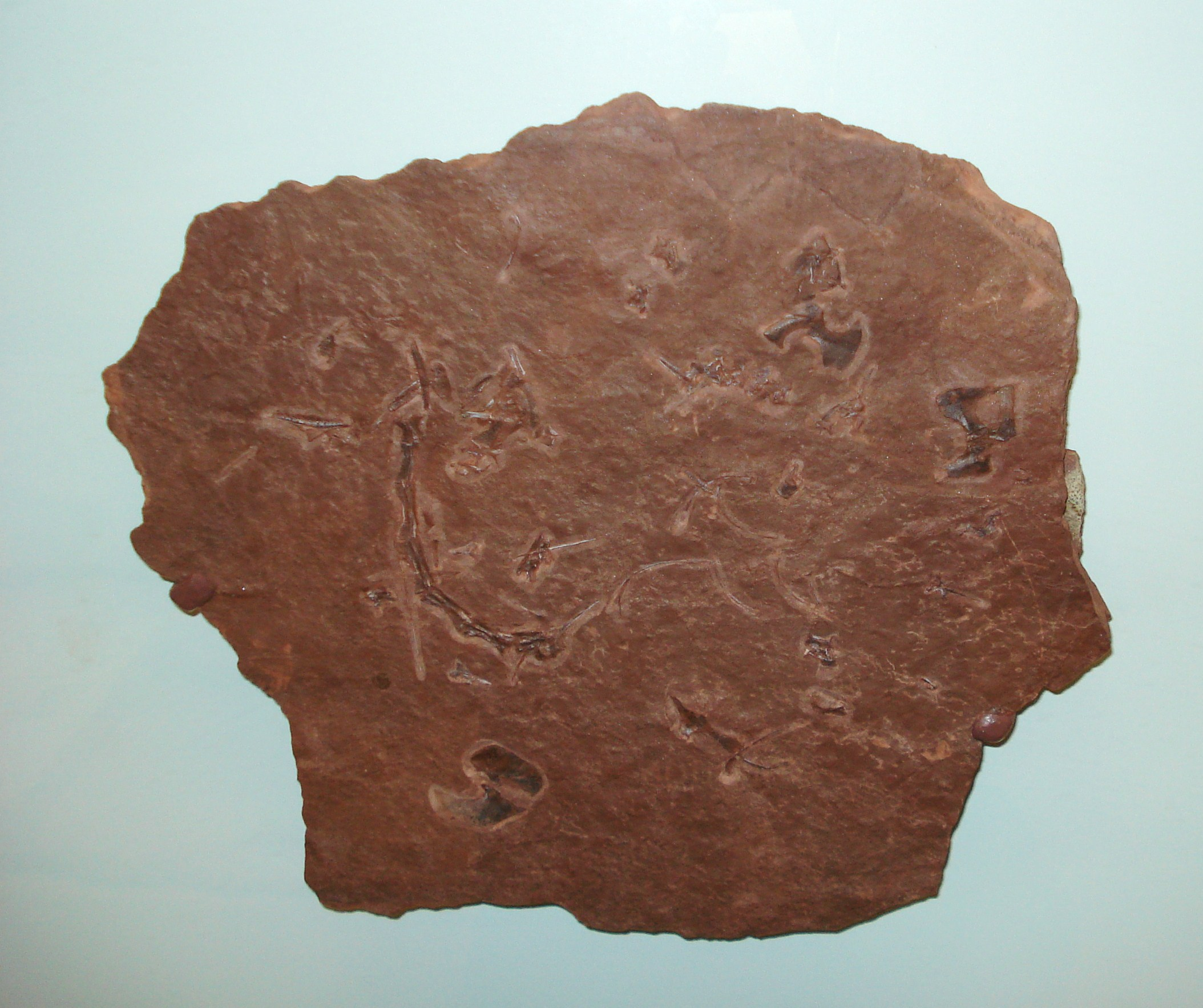

아모토사우루스(학명:Amotosaurus rotfeldensis)는 어룡목 탈라토사우루스과에 속하는 기룡이다. 지금은 멸종한 종으로서 전체적인 몸길이가 4~6m인 거대한 기룡에 속한다.

## 특징
아모토사우루스는 비록 탈라토사우루스과의 어룡이지만 프로토로사우루스와 닮은 점들이 매우 많은 어룡이다. 블랙 포레스트의 초기 중세 트라이아스기 (일찍 아시안의 무대를 섰던 종이다.), 독일 서남부에서 아모토사우루스는 멸종된 어룡의 한 속이다. 아모토사우루스는 치아가 있는 왼쪽 맥실라, 자궁경부 시리즈, 골반 거들, 그리고 다른 두개골들을 포함한 부분적인 골격인 횡방향의 SMNS 50830으로부터 알려져 있다. 다른 표본으로는 종방향의 SMNS 90600-90601, SMNS 50691, SMNS 54783a-b 및 SMNS 54810이 있다. 그것은 처음에 니콜라스 C에 의해 묘사되고 현재의 이름이 지어졌다. 프레이저와 올리비에 리펠은 2006년에 종류별로 아모토사우루스 로펠덴시스(Amotosaurus Rotfeldensis)이다. 바다에서의 생활에 적응되어 다리는 지느러미의 모습으로 진화했으며 가슴지느러미와 꼬리지느러미가 매우 큰 것이 특징이다. 먹이로는 당대에 서식했던 물고기, 갑각류, 두족류를 주로 잡아먹고 살았을 육식성의 포식자로 추정되는 종이다.

## 생존시기와 서식지와 화석의 발견
아모토사우루스가 생존했던 시기는 중생대의 트라이아스기 초기로서 지금으로부터 2억 4500만년전~2억 2000만년전에 생존했던 종이다. 생존했던 시기에는 유럽을 중심으로 하는 북극해에서 주로 서식했었던 어룡이다. 화석의 발견은 2006년에 독일의 트라이아스기에 형성된 지층에서 독일의 고생물학자인 니콜라스 C와 그의 동료학자들에 의하여 처음으로 화석이 발견되어 새롭게 명명된 종이다.

## 같이 보기
- 파충류
- 중생대
- 트라이아스기
- 어룡
- 화석